# Rammersmatt
Rammersmatt település Franciaországban, Haut-Rhin megyében. Lakosainak száma 224 fő (2022. január 1.). Rammersmatt Bourbach-le-Haut, Bitschwiller-lès-Thann, Leimbach, Thann, Bourbach-le-Bas és Roderen községekkel határos.

## Népesség
A település népessége az elmúlt években az alábbi módon változott:
| Lakosok száma | 207  | 212  | 224  | 223  | 229  | 229  | 228  | 228  | 224  |
|               | 2013 | 2015 | 2016 | 2017 | 2018 | 2019 | 2020 | 2021 | 2022 |